# Carlo Rizzi
Carlo Rizzi (Milánó, 1960. július 19.) olasz karmester.

## Pályája
A milánói konzervatóriumban tanult, azután tudását Vlagyimir Delman emigráns orosz tanárnál Bolognában, majd Franco Ferraránál a sienai Accademia Musicale Chigianában tökéletesítette. Ezt követően a milánói Scalában korrepetitorként dolgozott. 1981-ben a karmester teremsegédje volt az Alteregó című Flavio Testin-darabban, valamint 1982-ben a karmester színpadsegédje, Rossini A szerelem próbája című operájában. 1985-ben Parmában megnyerte az első Toscanini-karmesterversenyt. 1987-ben debütált a trieszti Teatro Verdi színházban Az ezred lánya című operával, Luciana Serra szoprán közreműködésével. 1988-ban az Egyesült Királyságban, a Buxton Fesztiválon debütált, Gaetano Donizetti Torquato Tasso című operájának vezénylésével. 1989-90-ben a leedsi Északi Operában, majd 1990-ben a londoni Royal Opera House-ban (Covent Garden) Rossini Hamupipőke című operájában, Agní Bálca közreműködésével. 1991-ben a Covent Gardenben A Sevillai borbélyt vezényelte Jennifer Larmore-ral, Bruce Forddal. 1992-ben a Così fan tutte és A reimsi utazás következett Montserrat Caballéval, Renée Fleminggel, John Alerral, Sylvia McNairrel.
1992-től 2001-ig Walesi Nemzeti Opera zenei igazgatója volt. A posztra később visszatért és azt 2004-től 2008-ig, majd 2015-ben is ellátta. A Teatro La Fenicében 1992-ben a Traviatát vezényelte Edita Gruberová, Neil Shicoff, Marcello Giordani és Giorgio Zancanaro főszereplésével. 1993 áprilisában Londonban A kegyencnőt dirigálta, szeptemberben pedig a Pillangókisasszonyt és az Olasz nő Algírbant, a címszerepben Marilyn Horne-nal. 1993 októberében debütált a New York-i Metropolitan Operában a Bohémélettel, decemberben pedig A Sevillai borbélyt mutatta be Enzo Darával, majd 1994-ben a Nemzeti Tanács Nyerteseinek Koncertjén szerepelt. Még abban az évben a milánói Scalában debütált: három koncertet dirigált a klarinétos Dimitri Ashkenazyval, majd a Chicagói Operában A sevillai borbéllyal, Rockwell Blake, Frederica von Stade és Nikolaj Gjaurov főszereplőkkel. A Covent Gardenben a Hamupipőkével mutatkozott be. 1995-ben a Covent Gardenben Giuseppe Verdi Otello és Aroldo című operáit vezényelte. 1996-ban a párizsi operaházban a Normában Carol Vanesszel mutatkozott be, Londonban pedig a Traviatában Rost Andreával és Ramón Vargasszal a Parasztbecsületben, a Bajazzókban, valamint a Metben, a Rigoletto, a Szerelmi bájital, Barbara Bonney-val lépett fel. 1997-ben a Normát dirigálta June Andersonnal Chicagóban, a Nyolc hónap két órábant Juan Diego Flórez-szel a Covent Gardenben, valamint a Simon Boccanegrát Ferruccio Furlanettóval, Párizsban. 1998-ban a Metben vezényelte a Pillangókisasszonyt Catherine Malfitano, a Lammermoori Luciát, a Traviatát Ainhoa Arteta közreműködésével, majd Párizsban a Rigolettót. 1999-ben a Metben dirigálta a Parasztbecsületet Dolora Zajick, a Bajazzókat Plácido Domingo és Juan Pons főszereplésével, majd az Aidát. 2000-ben Londonban a Toscát, illetve a Met-ben A trubadúrt vezényelte. 2001-ben az Edinburgh-i Nemzetközi Fesztiválon Rossini Armidáját Cecilia Gasdiával és a Metben a Normát dirigálta. 2002-ben a Covent Gardenben A trubadúrt Dmitrij Alekszandrovics Hvorosztovszkij, a Scalában a Pillangókisasszonyt, a Teatro degli arcimboldiban Daniela Dessìvel, Alberto Gazaléval, a Metben a Turandotot Andrea Gruberrel, Párizsban pedig a Hamupipőkét Joyce Didonatóval vezényelte.
2004-ben a Scalában a Turandotot, a Teatro degli arcimboldiban, illetve a Metben a Nabuccót Leo Nuccival és Samuel Ramey-vel dirigálta. 2005-ben Salzburgban vezényelte, és a Wiener Philharmonikerrel rögzítette is, a Traviatát Anna Netrebkóval, Rolando Villazónnal, a Teatro Luciano Pavarotti modenai operaházban A trubadúr, valamint Edinburgh-ban a Don Carlost, a Walesi Nemzeti Opera művészeivel. 2006-ban a Metben folytatta a Tosca-előadásokat. 2007-ig a maestrónak összesen 176 előadása volt a Metben.
2007-ben a Houstoni Grand Operában az Aidával debütált. 2008-ban Velencében La rondine című operát vezényelte Fiorenza Cedolinsszel, Londonban pedig Matilde di Shabrannal. A Covent Gardenben 2009-ig összesen 70 alkalommal lépett fel. 2010-ben Párizsban a Don Carlost, Houstonban A pikk dámát dirigálta. 2011-ben a Veronai Arénában a Traviatát, a Zürichi Operában a Gyöngyhalászokat, A Nyugat lányát Sgurával, a Théâtre des Champs-Elysées-ben, az Oberto, San Bonifacio grófja című operát Maria Guleghinával vezényelte. 2012-ben folytatta az Olasz nő Algírbant Houstonban, a Salomét Chris Merritt-tel a Théâtre de la Monnaie-ben, a Simon Boccanegrát Zürichben, Barbara Frittolival, A török Itáliábant Amszterdamban, a Bohéméletet a Walesi Nemzeti Operában.
2013-ban Puccini Manon Lescaut-ját, a Théâtre de la Monnaie-ben, a Pillangókisasszonyt Zürichben, Puccini Tritticóját Koppenhágában, az Aidát Michelle DeYounggal a Cincinnati Operában. 2014-ben Párizsba A Nyugat lányát Sgurával, Marco Bertivel és Matteo Peironéval, Cardiffban a Tell Vilmost, a Mózest, Zürichben a Luisa Millert, Nuccival. 2015-ben a berlini Deutsche Operben dirigálta A Nyugat lányát, Monnaie/De Munttel, Brüsszelben Az álarcosbált Marie-Nicole Lemieux-vel, a Mérleget, a  Bajazzókat Cedolinsszal, Bertivel, a Parasztbecsületet Elīna Garančával, Mara Zampierivel, a Toscát, Peironéval, s Cardiffban A puritánokat.
2016-ban Chicagóban vezényelte a Nabuccót, a Scalában A csínyek vacsoráját Bertivel, Bruno de Simonéval, Cardiffban a Zárójelbent (Iain Bell), a Parasztbecsületet, a Bajazzókat és Londonban a Zárójelbent.

## Részleges diszkográfia
- Verdi: Traviata (Salzburg, 2005) – Rizzi/Netrebko/Villazón/WPO, rendezte: Willy Decker, a Deutsche Grammophon CD-re, DVD-re a nyolcadik helyen Ausztriában, két platinalemez
- Verdi: Traviata – Londoni Szimfonikus Zenekar/Neil Shicoff/Edita Gruberová/Carlo Rizzi/Giorgio Zancanaro, Teldec Kiadó, 1992
- Florez Nagy tenoráriák – Florez/Rizzi/Orch. Verdi, Milánó, 2003
- Az Arany Hangja – Academy of St Martin in the Fields/Carlo Rizzi/Joseph Calleja, Decca, 2005
- Gounod: Faust (Highlights) – Carlo Rizzi/Cecilia Gasdia/Zenekar, a Walesi Nemzeti Opera/Samuel Ramey, Teldec Kiadó, 1992
- Verdi Opera Kórus – az Akadémia a Szent Cecilia Zenekar/Carlo Rizzi, Teldec Kiadó, 1993
- Jennifer Larmore, Opera, Ária, Carlo Rizzi/Jennifer Larmore/ a Walesi Nemzeti Opera zenekara, Teldec Kiadó, 1996
- Salvatore Licitra – A Debütáló – Salvatore Licitra/London Symphony Orchestra/Carlo Rizzi, Sony BMG, 2002
- Violetta, Ária, Duett, Verdi: Traviata – Anna Netrebko/Carlo Rizzi/Bécsi Filharmonikusok, Deutsche Grammophon, 2005
- Gounod: Faust – Alexandru Agache/Brigitte Fassbaender/Carlo Rizzi/Cecilia Gasdia/a Walesi Nemzeti Opera kórusa/Jerry Hadley/ a Walesi Nemzeti Opera zenekara/Samuel Ramey/Susanne Mentzer, Teldec Kiadó, 1994
- Verdi: Rigoletto – Alastair Km/Alexandru Agache/Barry Bankok/Carlo Rizzi/ a Walesi Nemzeti Opera kórusa/Fabrizio Visentin/Geoffrey Mózes/Jennifer Larmore/Leontina Vaduva/ a Walesi Nemzeti Opera zenekara/Patricia Bardon/Paula Bradbury/Peter Sidhom/Rebecca Evans/Richard Pióca/Samuel Ramey, Teldec Kiadó, 1992
- Eaglen, olasz operaáriák, Carlo Rizzi/Jane Eaglen/Philharmonia Zenekar, SONY BMG, 2001

## DVD & BLU-RAY felvételeiből
- Umberto Giordano: Andrea Chénier (opera) (Teatro di Bologna, 2006) – José Cura/Maria Guleghina/Armando Ariostini/Carlo Rizzi, Arthaus Musik/Naxos
- Puccini: A Nyugat lánya (DNO, 2009) – Lucio Gallo/Carlo Rizzi, Opus Arte/Naxos
- Puccini: La rondine (La Fenice, 2008) – Fiorenza Cedolins/Carlo Rizzi, Arthaus Musik/Naxos
- Verdi: Aida (Bregenz Fesztivál, 2009) – A C-Dúr/Naxos
- Verdi: Traviata (Salzburg 2005) – Rizzi/Netrebko/Villazón/WPO, Deutsche Grammophon, 2006
- Verdi: A trubadúr (Royal Opera House, 2002) – José Cura/Dmitrij Alekszandrovics Hvorosztovszkij/Carlo Rizzi, Opus Arte/Naxos

## Fordítás
Ez a szócikk részben vagy egészben  a   Carlo Rizzi (direttore d'orchestra) című olasz Wikipédia-szócikk ezen változatának fordításán alapul.  Az eredeti cikk szerkesztőit annak laptörténete sorolja fel. Ez a jelzés csupán a megfogalmazás eredetét és a szerzői jogokat jelzi, nem szolgál a cikkben szereplő információk forrásmegjelöléseként.